# Інтерпретативна теорія перекладу
Інтерпретативна теорія перекладу  (ІТП) — поняття в галузі перекладознавства, сформульоване у 1970-х роках французькою дослідницею Данікою Селескович, колишньою директоркою Паризької школи усного та письмового перекладу (ESIT).
Як усна перекладачка, Селескович поставила під сумнів поширене на той час уявлення про переклад як суто лінгвістичну діяльність, що зводиться до механічного перетворення однієї мови в іншу за допомогою мовних засобів.
Вона описала процес перекладу як трикутну модель: від мови оригіналу — до смислу, а від смислу — до мови перекладу. Ще до того, як перекладознавство стало окремою науковою дисципліною, Селескович залучила процес перекладу  до сфери когнітивних досліджень. Саме тоді вона і запропонувала термін «інтерпретативна теорія перекладу». Спостереження, отримані під час практики, вона згодом систематизувала у своїй докторській дисертації. До її дослідницької роботи приєдналися й інші перекладачі, які працювали разом із нею в Паризькій школі усного та письмового перекладу (ESIT).

## Основні принципи
Згідно з інтерпретативною теорією перекладу, процес перекладу складається з трьох етапів: розуміння, девербалізація та реформуляція. При цьому девербалізація відіграє ключову роль, оскільки вона поєднує перший і третій етапи. Теорія виникла на основі практичного досвіду та спостережень під час усного перекладу. Саме він найкраще підходить для аналізу когнітивного аспекту перекладацької діяльності, адже усне мовлення зникає миттєво, але сенс сказаного зберігається. Перекладацькі формулювання іншою мовою чітко демонструють, що смисл є наслідком розуміння. А саме розуміння  складається з двох компонентів: значень, обумовлених мовним і контекстуальним середовищем, та когнітивних доповнень. 
Таким чином, інтерпретативна теорія перекладу спершу зосереджувалася на усному перекладі й процесі розуміння. Однак згодом як практики, так і дослідники перекладу визнали її доречною і для письмового перекладу. Тож сферу застосування теорії було розширено на прагматичні, технічні та навіть художні тексти. 
Інтерпретативна теорія перекладу знайшла пояснення процесу осмислення у принципі асиміляції й акомодації Жана Піаже — французького психолога, відомого своїми дослідженнями когнітивного розвитку. Згідно з цим принципом, щоби зрозуміти нову інформацію, ми інтегруємо її у вже наявні знання, а самі знання водночас пристосовуються до нової ситуації. 
У термінах ІТП розуміння — це додавання позамовних знань до мовних знаків. Нова інформація постійно збагачує ці знання поза межами мови. Згодом філософи мови та психологи підтвердили цей підхід у власних дослідженнях розуміння. Теорія стверджує, що сенс не міститься безпосередньо у мові чи тексті. Він виникає внаслідок комбінації мовних сигналів — письмових або усних — та когнітивного внеску з боку читача чи слухача. Цю ідею також пізніше підтвердили інші дослідники.
Оскільки виникнення смислу залежить від когнітивного внеску окремих читачів, слухачів або перекладачів, він певною мірою є індивідуальним. Його глибина варіюється залежно від знань, життєвого досвіду та світогляду кожної людини. Водночас існує широка зона перетину між тим, як смисл розуміють учасники комунікації, завдяки чому спілкування зазвичай відбувається успішно.
Якщо говорити про письмовий переклад (а те саме справедливо і для усного тлумачення), перекладачі, виступаючи посередниками між авторами, які прагнуть бути почутими, і читачами, які прагнуть зрозуміти, діють саме в цій області перетину. Читачі перекладу, так само як і читачі оригіналу, вносять у текст власні когнітивні доповнення. Крізь інтерпретацію перекладача  вони можуть зрозуміти текст на поверхневому чи глибшому рівні. Особисті інтерпретації тексту, звісно, можливі — як і в оригіналі, — але вони є лише додатковим шаром, що накладається на смисл, і не повинні з ним ототожнюватися.
Багатозначність та двозначність, про які так часто згадується у перекладознавчих дослідженнях, насправді не проявляються в усному чи письмовому дискурсі — якщо тільки автор не використовує їх навмисне. Інтерпретативна теорія перекладу завжди наголошувала: хоча більшість слів є багатозначними у мовній системі, ця багатозначність зникає у конкретному контексті. Те саме стосується й двозначності — вона не виникає, якщо читач має відповідні позамовні знання. Серед усіх можливих значень слова лише одне стає очевидним у конкретному тексті. А будь-яка потенційна двозначність усувається тоді, коли контекстуалізоване значення слова поєднується з відповідними знаннями читача — і в результаті формується конкретний, ситуативний смисл. Цю тезу, до речі, згодом підтвердили інші дослідники.
Інтерпретативна теорія перекладу додає до двох етапів — розуміння та реформуляції — ще один важливий елемент: девербалізацію. Більшість звуків або графічних знаків зникають, щойно настає процес розуміння.
Ми всі відчуваємо девербалізацію в повсякденному спілкуванні: ми зберігаємо у свідомості факти, ідеї, події, що були передані словами, але ми не фіксуємо ці слова у нашій пам’яті. ІТП знайшла підтвердження цій ідеї  в нейропсихології, яка вказує на те, що мовлення і мислення відбуваються в різних зонах мозку.
Ще одним підтвердженням девербалізації є явище очікування смислу, що часто трапляється в усному спілкуванні та перекладі. Воно демонструє, що в певному контексті та ситуації для розуміння не завжди потрібний повний вербальний супровід. 
Девербалізація особливо помітна в усному перекладі, чого не можна сказати про письмовий, адже текст оригіналу залишається перед очима — на відміну від звуків усного мовлення, які зникають миттєво. Оскільки графічні знаки залишаються на сторінці, вони часто спонукають перекладача шукати прямі відповідники в іншій мові. 
Оскільки девербалізація є природною рисою усної комунікації, у письмовому перекладі вона може вимагати додаткових зусиль. Однак коли текст розглядається в контексті, перекладачі інтерпретують знаки не як окремі слова, а як смисл. Цей смисл утримується в їхній свідомості, тоді як самі знаки відходять на другий план. Завдяки цьому перекладачі можуть знаходити у цільовій мові способи вираження, які майже або зовсім не пов’язані з формою оригінального тексту.
Що стосується етапу реформуляції, у традиційних дослідженнях перекладу зазвичай робили чітке розмежування між буквальним і вільним перекладом, або між буквальністю та творчою адаптацією. Проте дослідження, засновані на інтерпретативній теорії перекладу, показують, що переклад — це завжди поєднання як графічних, так і смислових відповідників.
На початку Селескович виявила в усному перекладі (а згодом це підтвердилося й у письмовому) дві основні стратегії: переклад із чіткими відповідниками для деяких мовних елементів та створення в контексті смислових еквівалентів для цілих фрагментів мовлення або тексту.
Повністю буквальний переклад неможливий хоча б тому, що мови відрізняються одна від одної. Водночас мовні відповідники залишаються важливими — і той факт, що буквальні й смислові відповідності співіснують у будь-якому перекладі, незалежно від типу дискурсу, можна вважати одним із загальних принципів перекладацької діяльності.
Беручи до уваги невизначеність мови, ІТП  звертається до синекдохічної природи мови й дискурсу — коли частина репрезентує ціле. Явно сформульоване висловлювання рідко має повний смисл, якщо воно не доповнене прихованою частиною, яку автор або мовець свідомо опускає, але яку все ж розуміє читач або слухач.
Явний рівень тексту — це послідовність синекдох: мовні формулювання не містять у собі повного змісту, а лише вказують на нього. Оскільки мови відрізняються не лише лексикою й граматикою, а й тим, як саме їхні носії передають думки, поєднання явного й неявного змісту в різних мовах також буде різним — навіть коли йдеться про одне й те саме поняття.
Факт, що мова є недостатньо визначеною, лише підтверджує важливість девербалізації. Адже це дає як усним, так і письмовим перекладачам широкий простір для свободи й творчості в процесі переформулювання намірів автора або мовця.
Інтерпретативна теорія перекладу — це не просто абстрактна концепція. Вона вкорінена у практику. Практика збагачує теорію, а теорія, у свою чергу, допомагає як усним, так і письмовим перекладачам краще розуміти, що вони роблять і навіщо.
Оскільки ІТП пояснює процес перекладу зрозумілою мовою, вона близька практикам та є чудовим інструментом в освітньому процесі. Від самого початку ІТП лежить в основі навчальних програм Паризької школи усного та письмового перекладу (ESIT), яка підготувала незліченну кількість професійних перекладачів і тлумачів. Випускники продовжують застосовувати принципи теорії у своїй щоденній роботі. Крім того, ІТП приваблює докторантів з усього світу. Їхні дослідження підтверджують універсальність теорії — вона працює для всіх мовних пар і типів текстів.
Головною метою інтерпретативної теорії перекладу є вивчення перекладацького процесу. Водночас, аналізуючи переклад, вона проливає світло на механізми мови та комунікації. Як комплексна модель, ІТП охоплює всі етапи перекладу, враховуючи очікування й потреби читача.
Деякі інші моделі розглядають цей процес з окремих аспектів і додають певні деталі до загальної теорії. Проте жодна з них не заперечує модель ІТП, яка з часом поширилася і на художні та поетичні тексти, і на переклад жестовими мовами, залишаючись відкритою для подальшого розвитку.